# Atac armat

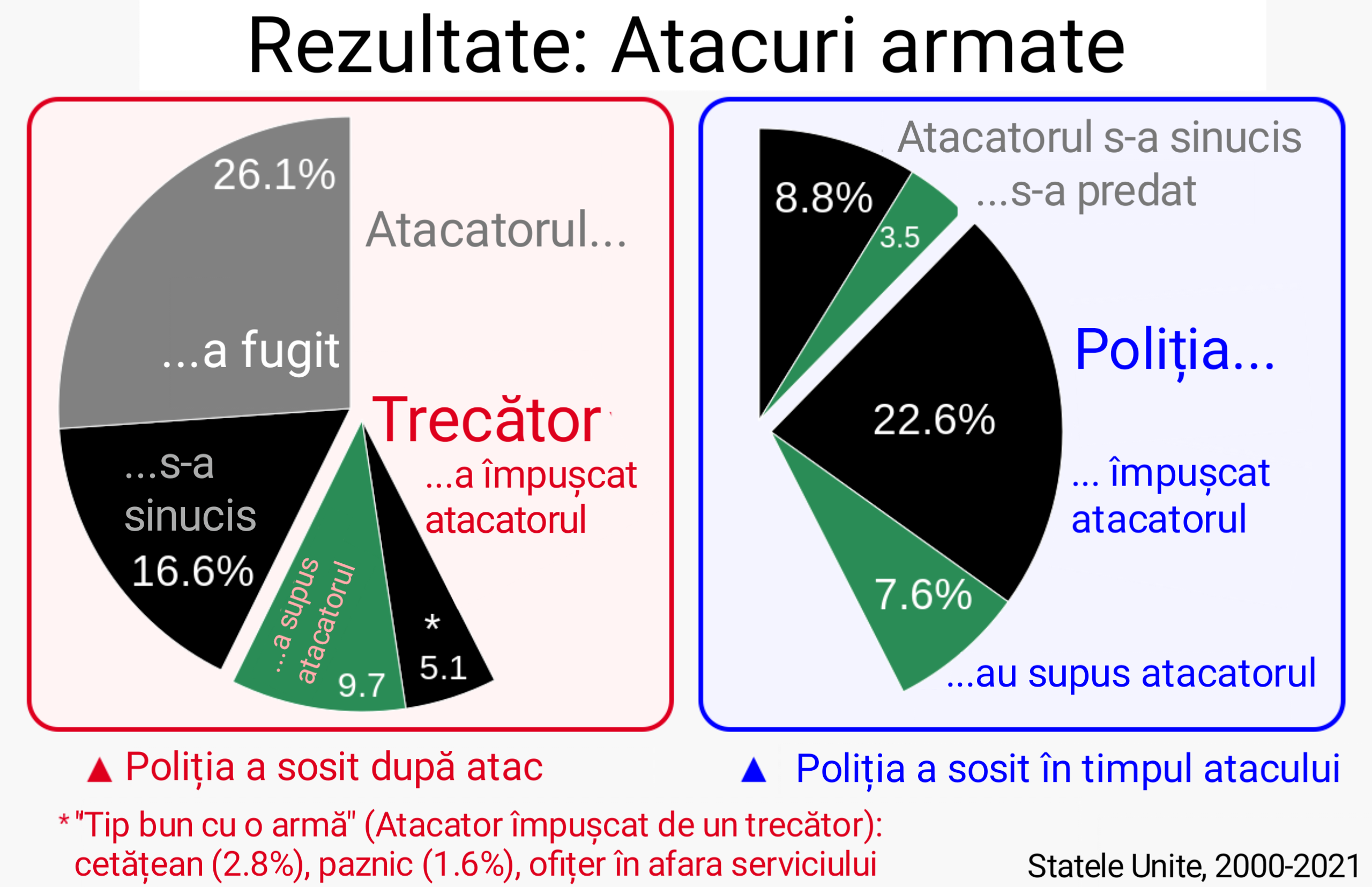
Un studiu New York Times a raportat modul în care rezultatele atacatorilor armați activi au variat în funcție de acțiunile atacatorului, ale poliției (42% din totalul incidentelor) și ale trecătorilor (inclusiv rezultatul unui „tip bun cu o armă” în 5,1% din totalul incidentelor).

Un atac armat (sau împușcare în masă) este o crimă violentă în care un atacator ucide sau rănește mai multe persoane simultan folosind o armă de foc. Nu există o definiție larg acceptată pentru „atac armat” și diferite organizații ce urmăresc astfel de incidente folosesc definiții diferite. Definițiile atacurilor armate exclud războiul și, uneori, exclud cazurile de violență a bandelor, jafurile armate⁠(d) și familicidele⁠(d). Autorul unui atac armat în desfășurare poate fi denumit un trăgător activ.
În Statele Unite, Actul de asistență pentru investigații pentru crime violente din 2012⁠(d) definește uciderile în masă⁠(d) ca trei sau mai multe crime într-un singur incident. Un raport al Serviciului de Cercetare al Congresului⁠(d) din 2013 specifică patru sau mai multe crime asupra victimelor nediscriminate, excluzând violența comisă ca mijloc de atingere a unui scop, cum ar fi jaful⁠(d) sau terorismul. Presele precum CNN și unele grupuri de cercetare privind violența criminală, cum ar fi Arhiva pentru violență cu arme⁠(d), definesc atacurile armate ca implicând „patru sau mai mulți împușcați (răniți sau uciși) într-un singur incident, în același timp și locație generală, fără a include atacatorul”. Revista Mother Jones⁠(d) definește atacurile armate ca furaje nediscriminatorii ucigând trei sau mai multe persoane, cu excepția atacatorului, violența în bande și jaf armat.
Motivul atacurilor armate (care au loc în locuri publice) este de obicei acela că sunt comise de persoane profund nemulțumite care caută să se răzbune pentru eșecurile din școală, carieră, dragoste sau viață în general sau care caută faimă sau atenție cu cel puțin 16 atacatori armați de la Masacrul de la Columbine, invocând faima sau notorietatea drept motiv.

## Definiții
Există o varietate de definiții ale unei împușcături în masă:
• Mass Shooting Tracker, un site de date de tip crowdsource citat de CNN, MSNBC⁠(d), The New York Times, The Washington Post, The Economist, BBC etc., definește un atac armat ca orice incident în care patru sau mai multe persoane sunt împușcate, indiferent dacă sunt rănite. sau ucise.
• CBS definește un atac armat ca un eveniment care implică împușcarea (ce nu are ca rezultat neapărat moartea) a cinci sau mai multe persoane (uneori patru) fără perioadă de oprire.
• Mother Jones⁠(d) definește un atac armat ca o furie fără discernământ într-un loc public, care are ca rezultat uciderea a trei sau mai multe victime de către atacator, excluzând violența bandelor, jaful armat și atacurile unor autori neidentificați.
• Grupul de cercetare privind violența criminală Gun Violence Archive⁠(d), a cărui cercetare este folosită de principalele instituții media americane, definește un atac armat ca având „minimum patru victime împușcate, fie rănite, fie ucise, fără a include niciun atacator care ar putea fi, de asemenea, ucis sau rănit în incident”, diferențierea între un atac armat și o crimă în masă și fără a număra atacatorii drept victime.
Există, de asemenea, diferite definiții ale termenului ucidere în masă:
• Conform legii federale din SUA, procurorul general – la cererea unui stat – poate ajuta la investigarea „crimelor în masă”, mai degrabă decât a atacurilor armate. Termenul este definit ca uciderea a patru sau mai multe persoane, fără perioadă de oprire, dar redefinit de Congres în 2013 ca fiind uciderea a trei sau mai multe persoane.
• În „Behind the Bloodshed”, un raport al USA Today, o crimă în masă este definită ca orice incident în care patru sau mai mulți au fost uciși, inclusiv crime în familie. Această definiție este folosită și de Washington Post.
• În conformitate cu legea privind asistența în investigație pentru infracțiunile violente⁠(d) din 2012, semnată în ianuarie 2013, o crimă în masă este definită ca o crimă cu cel puțin trei decese, excluzând autorul.
Lipsa unei singure definiții poate duce la alarmism⁠(d) în mass-media, unele rapoarte confundând categorii de infracțiuni diferite.
Un act de atac armat este definit în mod obișnuit ca terorism atunci când „pare că a fost destinat” să intimideze sau să constrângă oamenii; deși un atac armat nu este neapărat un act de terorism în sine.
 Căutătorii de faimă în medie provoacă mai mult decât dublu de victime, și mulți și-au exprimat dorința de a depăși „recordurile de victime din trecut”.

## După continent și regiune

### Africa
Atacuri armate au avut loc pe continentul african, inclusiv Atacul armat din 1927 din Africa de Sud, comisă de Stephanus Swart⁠(d), Atacul armat din Grand Bassam din 2016⁠(d) din Coasta de Fildeș și Masacrul de la nunta⁠(d) din Kampala in 1994 din Kampala, Uganda. În timp ce incidente de violență în masă rezultate din terorism și conflicte etnice⁠(d) au avut loc pe continent, „Atacruile armate”, așa cum sunt înțelese în general, sunt rare în Africa.

#### Egipt
Diverse atacuri armate includ atât Masacrul de la Luxor⁠(d) din 1997, cât și Atacul armat de la Meet al-Attar⁠(d) din 2013 în Egipt.

#### Kenya
Pe data de 2 aprilie 2015, teroriști⁠(d) înarmați au luat cu asalt o universitate publică din partea de nord-est a țării și au ucis 148 de persoane⁠(d).

### Asia
Mai multe atacuri armate au avut loc în Asia, inclusiv Atacul armat din Hyderabad din 1878 și Atacul armat la templul Pashupatinath⁠(d) din 1983 în India, Masacrul de la Tsuyama⁠(d) din 1938 din Japonia, Masacrul Babrra⁠(d) din 1948 din Pakistan, Masacrul de la școala Peshawar⁠(d) din 2014, care a ucis 149 de persoane, Atacul armat din Chongqing⁠(d) în 1993. Incidentul din Tian Mingjian din 1994 din China, precum și Masacrul regal nepalez⁠(d) din 2001.

#### China
Atacurile armate sunt rare în China din cauza legilor stricte ale țării privind controlul armelor⁠(d), care interzic deținerea privată a armelor de foc. Cu toate acestea, au existat unele incidente de atacuri armate în ultimii ani.
Unul dintre cele mai notabile incidente a fost Atacul armat de la Chongqing⁠(d) care a avut loc pe 5 aprilie 1993. Incidentul a avut loc când un bărbat pe nume Chen Xuerong, un muncitor la fabrica de mașinări din Chongqing, s-a supărat din cauza unei greșeli pe foaia de pontaj și s-a înarmat cu o pușcă de vânătoare. , intenționând să-și omoare șeful. Când a descoperit că șeful său nu era prezent, și-a întors arma asupra colegilor săi, ucigând trei dintre ei înainte de a fi reținut de poliție.
Un alt incident s-a petrecut în Shanghai pe 22 iunie 2013, când un bărbat pe nume Fan Jieming⁠(d) a intrat într-un magazin și a împușcat șase persoane înainte de a se sinucide. Motivul atacului ar fi fost o dispută personală.

#### India
De-a lungul istoriei au avut loc atacuri armate și atacuri violente în India, care au dus la pierderi semnificative de vieți și traume pentru cei afectați. În timp ce violența cu arme este relativ neobișnuită în India din cauza legilor stricte privind controlul armelor, incidente de atacuri armate și atacuri violente continuă să aibă loc.
În India britanică, Masacrul din Jallianwala Bagh a avut loc pe 13 aprilie 1919, când aproximativ 379–1500 de protestatari indieni au fost uciși de armata britanică și încă 1.200 au fost răniți.
Una dintre cele mai notorii atacuri armate din India modernă a fost Atacurile de la Mumbai din 2008, în care 10 oameni înarmați afiliați grupării teroriste Lashkar-e-Taiba⁠(d) au atacat mai multe ținte în Mumbai, ucigând 166 de persoane și rănind alte sute. Atacul a durat patru zile, iar unul dintre autori a fost condamnat la moarte.
Alte incidente notabile includ Atacul parlamentului indian din 2001⁠(d), în care cinci bărbați înarmați au atacat clădirea parlamentului din New Delhi, ucigând nouă persoane, și Atacul din 2016 de la Pathankot⁠(d), în care militanții au atacat o bază a forțelor aeriene indiene din Pathankot, ucigând șapte membri ai securității.
În contextul conflictelor regionale au avut loc și atacuri armate. De exemplu, Atacul din 2014 din Chhattisgarh⁠(d) a implicat militanți naxaliți⁠(d) ce au atacat un convoi de lideri politici și personal de securitate, ucigând 15 persoane, în timp ce Atacul din 2021 de la Sukma-Bijapur⁠(d) a implicat rebelii naxaliți⁠(d) ce au atacat forțele de securitate, soldând cu moartea a cel puțin 22 de personal de securitate.

#### Israel
În Israel au avut loc atacuri armate, atât de extremiști palestinieni, cât și de extremiști evrei. Atacuri armate notabile din Israel includ Masacrul din 1972 la aeroportul din Lod⁠(d), care a ucis 26 și a rănit 80, Masacrul Bat Mitzvah din 2002⁠(d) din Hadera, Masacrul Mercaz HaRav din 2008⁠(d), Atacul din 2014 la sinagoga din Ierusalim⁠(d) și Atacul armat din iunie 2016⁠(d) de la Tel Aviv la complexul popular din centrul Sarona din Tel Aviv.
Au fost atacuri armate produse de evrei în Israel și Palestina. Ami Popper⁠(d) a fost condamnat pentru uciderea a șapte palestinieni într-un atac aemat din 1990. În 1994, teroristul Baruch Goldstein a ucis 29 de musulmani și a rănit alți 125 în Hebron în timpul Masacrului din Peștera Patriarhilor⁠(d).
Alte atacuri armate notabile includ Atacul Hadera din 2002⁠(d), Atacul armat din Shilo din 2005⁠(d) și Atacul armat din Beersheba din 2013⁠(d). În aprilie 2022, a avut loc un atac armat⁠(d) pe strada Dizengoff⁠(d) din Tel Aviv, în care un bărbat înarmat palestinian a ucis trei civili și a rănit șase. În ianuarie 2023, un bărbat înarmat palestinian a ucis cel puțin șapte civili în așezarea israeliană Neve Yaakov⁠(d) din Ierusalimul de Est⁠(d) ocupat. De asemenea, suspectul ar fi împușcat în credincioșii care ieșeau dintr-o sinagogă și a fost împușcat și ucis de ofițerii de poliție prezenți. Acesta a fost cel mai mortal atac palestinian al Israelului în timp de pace de la masacrul din Mercaz HaRav din 2008.

#### Japonia
Japonia are doar două omucideri legate de arme pe an. Aceste cifre includ toate omuciderile din țară, nu doar atacurile armate. Japonia a avut mai multe atacuri armate, inclusiv Masacrul de la Tsuyama⁠(d), Atacul armat din Sasebo⁠(d) din 2007 și Atacul armat din Habikino⁠(d) din 2010.

#### Coreea de Sud
Atacurile armate sunt extrem de rare în Coreea de Sud. Cel mai mortală atac armat a fost comis de Woo Bum-kon⁠(d) în 1982, lăsând 62 de morți. Timp de mulți ani, a fost cel mai mortal atac armat din istoria modernă, până când Atacurile din Norvegia din 2011 l-au depășit.

#### Thailanda
Un atac armat a avut loc⁠(d) în apropiere și înăuntru în Nakhon Ratchasima⁠(d), Thailanda, cunoscut sub numele de Korat, între 8 și 9 februarie 2020. Un soldat al Poliției Regale Thai a ucis 30 de persoane și a rănit alte 58 înainte de a fi împușcat și ucis.
Pe 6 octombrie 2022, treizeci și opt de persoane, dintre care 24 copii, au fost ucise într-un atac armat și înjunghiere în masă⁠(d) de către fostul polițist Panya Kamrab. Ținta principală a fost un Centru de îngrijire a copilului în provincia Nong Bua Lamphu. Autorul și-a ucis apoi atât soția, cât și fiul în propria sa casă.

### Europa
Cel mai mortal atac armat comis de un singur individ din istoria modernă a avut loc în Europa odată cu Atacurile din Norvegia din 2011, în Norvegia, în care au murit 77 de persoane. Dintre ei, 69 au murit în urma rănilor cauzate de gloanțe. Alte opt victime au fost ucise de o bombă și două indirect.

#### Regatul Unit
Atacurile armate sunt extrem de rare în Regatul Unit. Țara are unele dintre cele mai stricte legi privind armele din lume, care au fost introduse ca răspuns la Atacul armat de la Dunblane din 1996⁠(d). De atunci, au existat doar câteva atacuri armate în țară și s-au soldat cu relativ puține victime.
Una dintre cele mai mortale atacuri armate din Marea Britanie a avut loc pe 13 martie 1996, în Dunblane⁠(d), Scoția. Un bărbat a intrat într-o școală primară și a deschis focul⁠(d), ucigând 16 copii și un profesor înainte de a se sinucide. Acest lucru a condus la interzicerea deținerii private a armelor de mână în Marea Britanie.
Un alt atac armat major a avut loc pe 19 august 1987⁠(d), în Hungerford, Anglia. Un bărbat și-a ucis mama înainte de a deschide foc în oraș, ucigând 16 persoane și rănind alte 15 înainte de a-și lua viața. Acest incident a dus la creșterea restricțiilor privind deținerea de puști și puști semi-automate.
Unul dintre cele mai recente incidente a avut loc pe 12 august 2021, în Plymouth, Anglia, când Jake Davison⁠(d), un incel, a ucis cinci persoane și a rănit alte două înainte de a-și lua viața. Ulterior, guvernul britanic a răspuns anunțând noi îndrumări care ar cere poliției să investigheze postările pe rețelele sociale ale solicitanților și deținătorilor de licențe de arme de foc. Ministerul de Interne a solicitat tuturor serviciilor de poliție din Anglia și Țara Galilor să își revizuiască practicile și licențele existente înainte ca noul ghid să fie publicat.
Alte atacuri armate din Marea Britanie includ Atacul armat din Cumbria din 2010, în care un bărbat a ucis 12 persoane și a rănit alte 11 înainte de a se sinucide; Atacul armat în barul Wallasey⁠(d), unde o persoană a fost ucisă și alte 4 rănite; și Atacul armat din Monkseaton⁠(d), în care o persoană a fost ucisă și alte 16 au fost rănite.
Ulterior, Regatul Unit a luat măsuri puternice menite să prevină atacurile armate, inclusiv interzicerea deținerii private a armelor de mână, a armelor semiautomate și automate, împreună cu verificări stricte înainte de a elibera cetățenilor privați permise de a deține puști cu un singur cartuș și cu cartuș mic.

#### Germania
Germania a fost locul mai multor atacuri armate în ultimele decenii.
Una dintre cele mai infame atacuri armate din Germania a avut loc pe 13 martie 2009, când un student de 17 ani pe nume Tim Kretschmer a deschis foc la fostul său liceu din Winnenden. Kretschmer a ucis 15 persoane, inclusiv nouă studenți, trei profesori și trei trecători, înainte de a se sinucide.
Un alt atac armat notabil a avut loc pe 22 iulie 2016, când un bărbat pe nume David Sonboly a deschis focul într-un centru comercial din München, ucigând nouă persoane și rănind alte 36. Sonboly, care avea antecedente de boală mintală, era înarmat cu un pistol și o pușcă semiautomată. După un scurt schimb de focuri cu poliția, s-a sinucis.
Pe 9 octombrie 2019, un extremist de extremă dreaptă pe nume Stephan Balliet⁠(d) a încercat să efectueze un atac armat la o sinagogă din orașul Halle, din est. Balliet, care era înarmat cu mai multe arme de foc imprimate 3D⁠(d) și dispozitive explozive improvizate, a încercat să pătrundă cu forța în sinagogă în timpul sărbătorii evreiești de Yom Kippur. Când nu a putut intra înăuntru, a împușcat și a ucis două persoane în afara clădirii și a rănit pe alții. Întreaga filmare a fost transmisă în direct pe Twitch. Ulterior, Balliet a fost arestat și acuzat de crimă și tentativă de omor.
Pe data de 19 februarie 2020, un bărbat schizofrenic pe nume Tobias Rathjen a deschis focul în două baruri din orașul Hanau, ucigând nouă persoane înainte de a se sinucide. Rathjen, care avea o istorie de boli mintale și opinii extremiste de extremă dreaptă, a lăsat în urmă un manifest în care și-a exprimat ura față de imigranți și a cerut exterminarea mai multor grupuri etnice.
Acestea sunt doar câteva exemple ale împușcăturilor în masă care au avut loc în Germania de-a lungul anilor.

#### Rusia și statele post-sovietice
Atacurile armate sunt relativ rare în Rusia, dar au avut loc sporadic în ultimul deceniu. Cele mai multe dintre incidente implică oameni înarmați singuri, deși au existat câteva cazuri care au implicat mai mulți autori. Cel mai mortal dintre aceste atacuri a avut loc pe 11 mai 2021, când Ilnaz Galyaviev a ucis șapte elevi și doi profesori la Gimnaziul nr. 175 din Kazan, Tatarstan.
Alte atacuri armate notabile din Rusia includ Atacul armat de la Universitatea de Stat din Perm⁠(d) din 20 septembrie 2021, în care Timur Bekmansurov a împușcat mortal șase persoane înainte de a fi reținut de poliție. Într-un alt incident din 26 septembrie 2022, Artem Kazantsev a deschis focul în fosta sa școală⁠(d) din Izhevsk, Udmurtia, ucigând 19 persoane înainte de a se sinucide.
Una dintre cele mai mortale atacuri cu personal militar a avut loc pe 15 octombrie 2022, la poligonul de antrenament militar⁠(d) Soloti din regiunea Belgorod. Doi recruți din Tadjikistan au comis foc prietenesc, ucigând 11 persoane înainte de a fi uciși de focul de întoarcere.
Alte atacuri armate includ Atacul armat din Centrul Multifuncțional din Moscova⁠(d) din 7 decembrie 2021, unde un bărbat de 45 de ani a împușcat și a ucis două persoane și a rănit alte patru, după ce i s-a spus să își pună o mască de față. Într-un alt incident din 4 aprilie 2020, Anton Franchikov a împușcat cinci oameni în Ielatma, regiunea Ryazan⁠(d).
Unul dintre cele mai importante incidente de atacuri armate din Ucraina a avut loc pe 27 ianuarie 2022, când un bărbat înarmat a deschis focul la fabrica Yuzhmash⁠(d) din orașul Dnipro. Atacul a făcut cinci persoane morți și alte cinci rănite. Autorul, un fost angajat al fabricii, ar fi fost nemulțumit de concedierea sa și căuta să se răzbune.
Un alt incident notabil de atacuri armate în Ucraina a avut loc pe 17 octombrie 2018, când Vladislav Roslyakov, un student de 18 ani la Colegiul Politehnic Kerci⁠(d) din Crimeea, care a fost anexat de Rusia în 2014, a deschis focul asupra colegilor și profesorilor săi, ucigând 20 și rănind alți peste 70. Roslyakov s-a sinucis în biblioteca școlii. Se crede că Roslyakov a fost inspirat de Columbine⁠(d).

### America de Nord

#### Canada
Atacurile armate notabile din Canada includ masacrul de la École Polytechnique⁠(d) din 1989 (care a dus la legi mai stricte asupra armelor în Canada⁠(d)), masacrul de la Universitatea Concordia⁠(d) din 1992, atacul armat de la Colegiul Dawson⁠(d) din 2006 din Montreal, atacul armat din 2012 de pe Strada Danzig, atacul armat de la Edmonton din 2014, din Edmonton, atacul armat la moschee⁠(d) din Quebec City din 2017 în Quebec City, atacul armat din Toronto⁠(d) din 2018 și atacurile din Nova Scoția⁠(d) din 2020. În urma atacurilor din Nova Scotia, considerat în mod colectiv a fi cel mai mortal atac armat din istoria Canadei, prim-ministrul Justin Trudeau a interzis utilizarea, vânzarea, cumpărarea și importul de AR-15⁠(d) - pușca semi-automată folosită la atacuri armate și multe altele atacuri în Statele Unite.

#### Mexic
Printre atacurile armate notabile din Mexic se numără atacul armat din 2010⁠(d) din Chihuahua.
Atacurile armate au devenit o întâmplare comună în Mexic, în special în ultimii ani. Țara a fost afectată de violența cartelurilor de droguri, ce au fost responsabili pentru multe dintre cele mai mortale atacuri armate din istoria Mexicului.
Una dintre cele mai mortale atacuri armate din Mexic⁠(d) a avut loc în 2010 în orașul San Fernando, Tamaulipas. În acel incident, 72 de migranți din America Centrală și de Sud au fost găsiți morți într-o fermă, presupus uciși de membrii cartelului de droguri Zetas. Cu 2 luni înainte de acest atac, 19 persoane au fost ucise în statul mexican Chihuahua într-un alt atac⁠(d).
Un alt atac de mare amploare în Mexic a avut loc în 2009⁠(d), când un bărbat a deschis focul asupra pasagerilor dintr-un tren de metrou din Mexico City, ucigând două persoane și rănind alte câteva.
În 2019, la aproximativ 70 de kilometri sud de granița dintre Mexic și Statele Unite⁠(d) , familiile LeBarón și Langford⁠(d) au îndurat un masacru în statul Sonora, unde nouă femei și copii au fost uciși de presupuși membri ai unui cartel de droguri. Se credea că victimele au fost confundate cu membri ai unui cartel rival.
Alte atacuri armate notabile în Mexic includ atatacul armat din Minatitlán⁠(d) din 2019, atacul armat de la clubul de noapte din Salamanca⁠(d) din 2019 și atacurile armate de la Villa Unión⁠(d) din 2019.
În 2020, țara a suferit mai multe atacuri armate, inclusiv atacul armat din Colegio Cervantes⁠(d) din Torreón, masacrele de la Irapuato⁠(d) și masacrul de la Camargo⁠(d).
Pe data de 23 mai 2022, 11 persoane au fost ucise într-un atac armat la Hotelul Gala⁠(d) și un bar din apropiere din Celaya, Guanajuato⁠(d). Se pare că atacatorii proveneau din cartelul Santa Rosa de Lima⁠(d) și au lăsat un mesaj referitor la cartelul Jalisco New Generation⁠(d) și trei cadavre dezmembrate găsite mai devreme în acea zi.
Pe data de 27 martie 2022, 20 de persoane au fost ucise într-un atac armat la o groapă ilegală de lupte de cocoși⁠(d) din Las Tinajas, Zinapécuaro, Michoacán. Se credea că atacatorii sunt din cartelul Jalisco New Generation, iar masacrul a făcut parte dintr-un conflict dintre cartel și banda locală Familia Michoacana⁠(d).
Pe 24 august 2022, opt persoane au fost ucise în orașul Tuzantla, Michoacán⁠(d), într-un atac armat între facțiunile rivale din La Familia Michoacana. Disputa a izvorât din luptele interioare dintre frații Johnny „El Pez” și Jose Alfredo „El Fresa” Hurtado Olascoaga, liderii celulei Tuzantla, și fostul lor coleg cunoscut sub numele de „El Chaparro”.
Violența continuă în Mexic a determinat guvernul să ia măsuri pentru a încerca să rezolve problema. În ultimii ani, guvernul a implementat diverse măsuri, inclusiv creșterea forțelor de securitate, desfășurarea armatei în zone cu risc ridicat și înăsprirea legilor privind controlul armelor. În ciuda acestor eforturi, atacurile armate din Mexic continuă să fie proeminente în țară, iar țara rămâne una dintre cele mai violente din lume, potrivit unora.

#### Statele Unite
Citește și articolele Atacuri armate în Statele Unite⁠(d) Listă de atacuri armate în Statele Unite⁠(d)

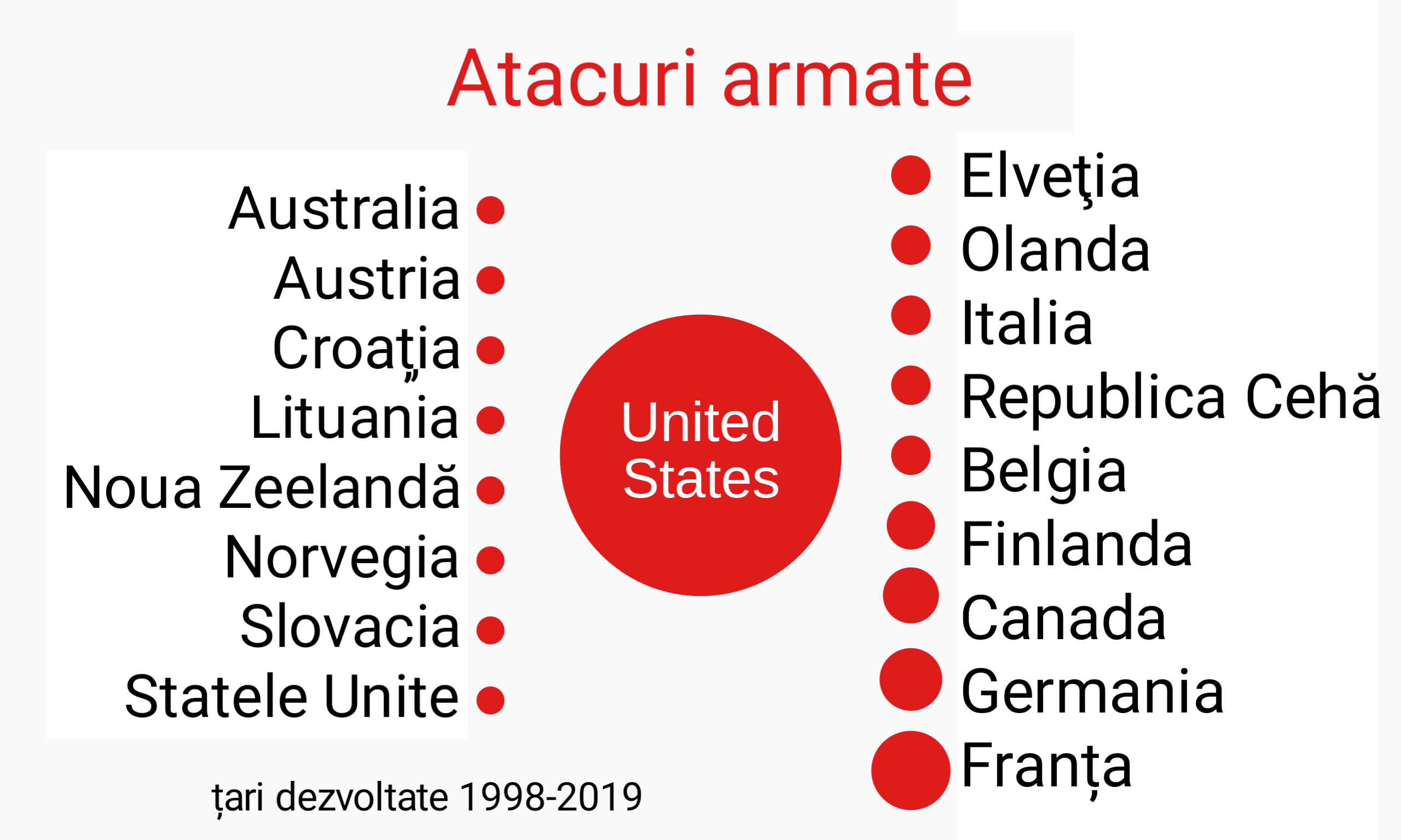
Statele Unite au mult mai multe atacuri armate (în care patru sau mai multe persoane sunt ucise) decât alte țări dezvoltate. Potrivit Vox, rata uciderilor cu arme din Statele Unife este de 26 de ori mai mare decât a altor țări cu venituri mari.

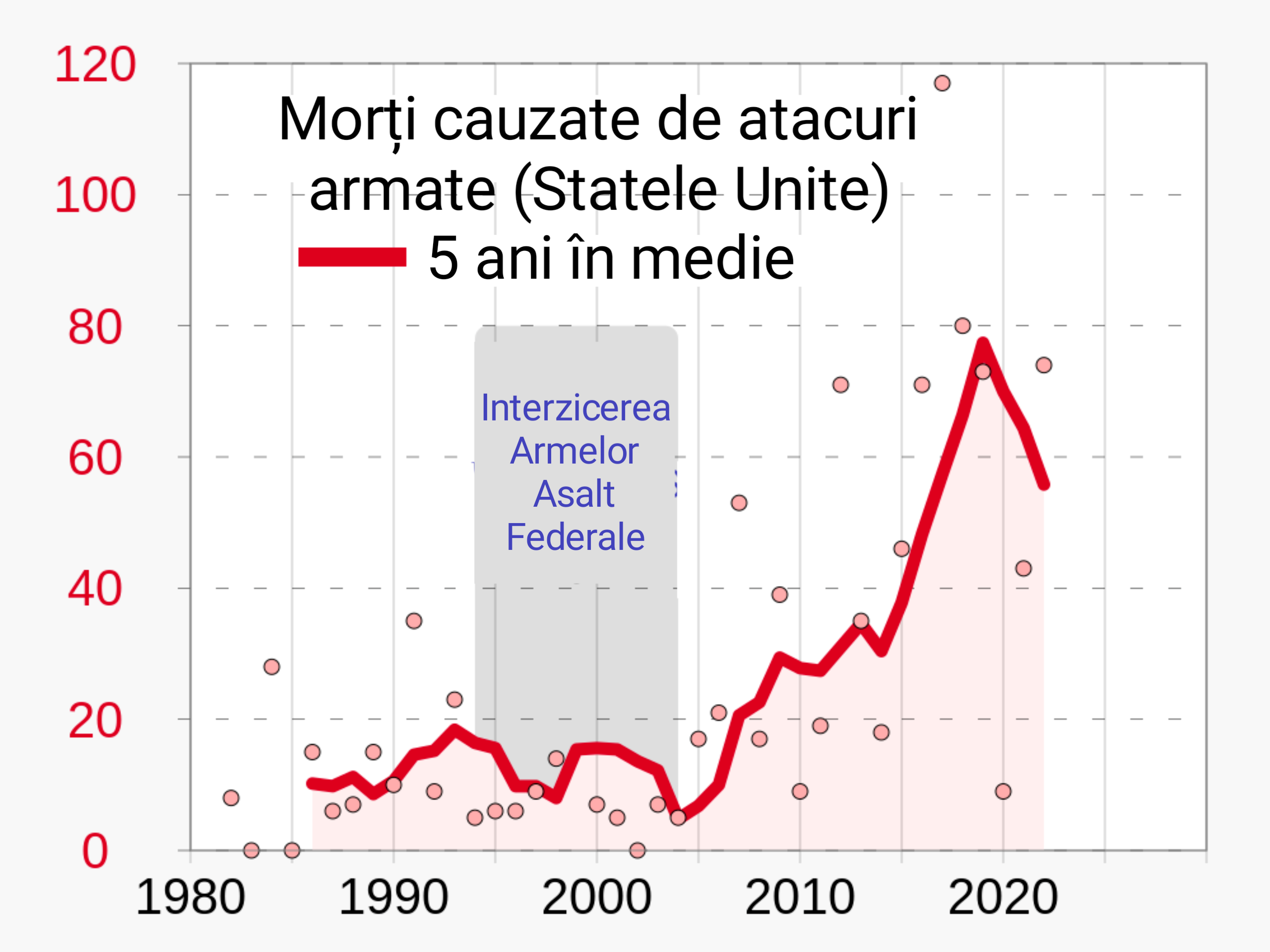
Total de decese cauzate de atacuri armate din SUA din 1982 - definite ca patru sau mai multe persoane împușcate și ucise într-un singur incident, excluzând autorul, într-un loc public, excluzând crimele legate de bande.

Statele Unite au avut cele mai multe atacuri armate din orice țară. Într-un studiu din 2016 publicat de criminologul Adam Lankford, s-a estimat că 31 la sută din toți autorii atacurilor armate publici din 1966 până în 2012 au atacat în Statele Unite, deși Statele Unite aveau mai puțin de cinci la sută din populația lumii. Studiul concluzionează că „Statele Unite și alte națiuni cu rate ridicate de deținere a armelor de foc pot fi deosebit de susceptibile la viitoarele atacuri armate publice, chiar dacă sunt relativ pașnice sau sănătoase din punct de vedere mental conform altor indicatori naționali.”
Criminologul Gary Kleck⁠(d) a criticat concluziile lui Lankford, declarând că studiul arată doar o relație proporțională, dar nu reușește să demonstreze că deținerea de arme provoacă atacuri armate. Reacțiile din partea economistului și avocatul drepturilor armelor John Lott⁠(d) au ridicat, de asemenea, obiecții la metodologia lui Lankford și refuzul de a-și partaja datele. El a speculat că Lankford a trecut cu vederea un număr semnificativ de atacuri armate în afara Statelor Unite, care, dacă ar fi luate în considerare, ar ajusta cota națiunii mai aproape de 2.88 la sută; ușor sub media mondială. De atunci, Lankford și-a continuat cercetările, publicând datele și clarificând că Statele Unite din 1998 până în 2012 au avut de șase ori cota globală de atacatori publici ce au atacat singuri, ceea ce este aproape întotdeauna cazul autorilor atacurilor armate. Folosind datele din studiul Lott și Moody's din 2019 privind atacurile armate, Lankford explică că „41 din toate cele 138 de atacuri armate de către un singur autor din întreaga lume au fost comise în Statele Unite. Aceasta reprezintă 29.7 la sută. Pentru că America a avut în acei ani aproximativ 4,5 la sută din populația lumii (conform calculelor lui Lott și Moody), aceasta indică faptul că, pe baza datelor lor, Statele Unite au avut mai mult de șase ori cota globală de atacatori publici care au atacat singuri (29,7/4,5 = 6,6). Într-un studiu ulterior, Lankford i-a criticat pe Lott și Moody pentru că au inclus „atacuri ale organizațiilor teroriste, milițiilor genocide, grupărilor rebele armate și luptătorilor paramilitari” în datele lor și a sugerat că „denaturat aproximativ 1.000 de cazuri străine din propriul set de date” în alte moduri.
S-a observat, de asemenea, că atacurile armate sunt urmate de o creștere a achiziționării de arme, dar acest lucru nu pare să creeze un sentiment crescut de nevoie de arme, fie la posesorii de arme, fie la non-proprietari.
Chiar dacă pandemia globală de COVID-19 a redus adunările publice începând cu martie 2020, numărul atacurilor aemate a crescut semnificativ în acea perioadă. „Chiar sa dublat în iulie 2020, comparativ cu un an mai devreme”. Autorul atacului armat din Buffalo⁠(d) din 2022, care a ucis zece persoane, a scris într-un manifest îndelungat că s-a radicalizat după ce a avut „plictiseală extremă” în timpul pandemiei de COVID-19, când a început să răsfoiască site-urile 4chan și neonaziste legate de acesta; Manifestul autorului acuzat susținea noțiuni din teoria conspirației „Marele Înlocuire” și includea capturi de ecran cu meme-uri și titluri de știri conservatoare pe care le-a citat ca surse pentru ideologia sa.

### America de Sud

#### Argentina
Printre atacurile armate notabile din Argentina se numără atacul armat din școala Carmen de Patagones⁠(d) din 2004 din Carmen de Patagones⁠(d) și atacul armat din San Miguel⁠(d) din 2006, un atac la locul de muncă într-o suburbie din Buenos Aires.

#### Brazilia
Citește și articolul Atacuri armate în Brazilia⁠(d)
Brazilia are una dintre cele mai mari rate de violență cu arme din lume, iar atacurile armate au devenit mai frecvente în ultimii ani. În 2022, au avut loc cel puțin 10 atacuri armate în Brazilia, ducând la moartea a peste 50 de persoane. În plus, în 2017, au existat peste 45.000 de omucideri legate de arme la nivel național. Cel mai mortal atac armat din istoria Braziliei a avut loc în 2019, când doi foști studenți înarmați au ucis 11 persoane la o școală⁠(d) din Suzano, São Paulo.
Alte atacuri armate notabile includ masacrul de la Realengo⁠(d) din 2011 din Rio de Janeiro și atacul armat din școala Suzano din Suzano. și:
• Atacul armat în școala Suzano⁠(d) (2019): Doi foști elevi au ucis 11 persoane și au rănit alte cinci la școala de stat Raul Brasil din Suzano, São Paulo.
• Atacul armat în școala Realengo⁠(d) (2019): un bărbat înarmat a ucis 12 elevi și a rănit alți 22 la școala municipală Tasso da Silveira din Realengo, Rio de Janeiro.
• Atacul armat în clubul de noapte din Fortaleza (2018): un bărbat a ucis 14 persoane într-un club de noapte din Fortaleza.
• Atacul armat în Catedrala din Campinas⁠(d) (2014): un bărbat a ucis patru persoane și a rănit alte 18 la Catedrala Mitropolitană din Campinas din Campinas, São Paulo.
• Atacul armat în școala din Aracruz⁠(d) (2022): pe 25 noiembrie 2022, un fost elev neo-nazist în vârstă de 16 ani a deschis focul în două școli din Brazilia, ucigând patru și rănind 12.

### Oceania

#### Australia
Printre atacurile armate notabile din Australia se numără masacrul din Hoddle Street⁠(d) din 1987 din Hoddle Street⁠(d), Clifton Hill, Melbourne; și masacrul din Port Arthur⁠(d) din 1996 din Port Arthur, Tasmania. Au existat treisprezece atacuri armate cu cinci sau mai multe morți între 1979 și 1996 și trei atacuri armate ce au implicat patru sau mai multe morți ce au avut loc de la introducerea noilor legi privind armele⁠(d) în urma incidentului de la Port Arthur.
Împușcăturile poliției din Wieambilla din 2022⁠(d) a fost un atac terorist cu motivație religioasă, care a dus la moartea a doi ofițeri de poliție și a unui vecin, precum și împușcarea mortală a celor trei autori. Atacul a durat șase ore. Motivul a fost găsit a fi fundamentalismul creștin⁠(d).

#### Noua Zeelandă
Citește și articolul Atacuri armate în Noua Zeelandă⁠(d)
Noua Zeelandă are o rată relativ scăzută de violență cu arme în comparație cu alte țări dezvoltate, în ciuda legilor sale anterior laxe privind armele. Cu toate acestea, țara a experimentat două atacuri majore în masă în ultimii ani. Primul atac armat a avut loc⁠(d) în Aramoana⁠(d), un orășel de pe coasta de est a Insulei de Sud, în 1990. David Gray, un bărbat de 33 de ani cu antecedente de boli mintale, a ucis 13 persoane și a rănit alte trei înainte de a fi împușcat, și ucis de poliție. Al doilea atac armat a avut loc în Christchurch, cel mai mare oraș din sudul Noii Zeelande, în 2019. Brenton Tarrant, un bărbat de 28 de ani, născut în Australia, a deschis focul asupra a două moschei în timpul rugăciunilor de vineri, ucigând 51 de persoane și rănind alte 40. Aceasta a fost cel mai mortal atac armat din istoria Oceanului.
În urma atacului armat de la Christchurch, guvernul Noii Zeelande a adoptat o serie de noi măsuri de control al armelor, inclusiv interzicerea puștilor semiautomate și a armelor de asalt.

## Victime și supraviețuitori
După atacuri armate, unii supraviețuitori au scris experiențele lor, iar experiențele lor au fost acoperite de jurnaliști. Un supraviețuitor al atacului armat în biserica unitariană universalistă din Knoxville⁠(d) a scris despre reacția sa la alte incidente de atacuri armate. Tatăl unei victime dintr-un atac armat la un cinema⁠(d) din Aurora, Colorado, a scris despre faptul că a fost martor la alte atacuri armate după pierderea fiului său. Supraviețuitorii atacului din Norvegia din 2011 au povestit experiența lor revistei GQ. În plus, o lucrare a studiat reacțiile ofițerilor de poliție suedezi la un atac armat.
Este obișnuit ca supraviețuitorii atacurilor armate să sufere de tulburare de stres post-traumatic și "vinovăția supraviețuitorilor⁠(d)".

## Atacatori

### Sexul și etnia

#### Statele Unite
Majoritatea covârșitoare a autorilor atacurilor armate din Statele Unite sunt bărbați, unele surse arătând că bărbații reprezintă 98% dintre trăgătorii. Potrivit Sky News, autorii bărbați au comis 110 din 114 atacuri armate într-o instituție educațională (96%) în perioada 1982–2019, comparativ cu omuciderile în general din Statele Unite, unde 85,3% dintre crime au fost comise de bărbați.
Un studiu realizat de Statista⁠(d) a arătat că 65 din 116 (56%) atacuri armate din Statele Unite într-o perioadă cuprinsă între 1982 și 2019 au implicat autori albi (care reprezintă 65% din populație). Potrivit unei baze de date compilate de revista Mother Jones⁠(d), rasa autorilor este aproximativ proporțională cu populația totală Statelor Unite, deși asiaticii sunt suprareprezentați și latinii subreprezentați.

#### Sănătatea mintală și istoria criminală
Într-un studiu asupra a 55 atacatori armați din baza de date a lui Mother Jones, cercetătorii au descoperit că 87,5% dintre autori au fost diagnosticați greșit și tratați incorect sau nediagnosticați și avut boli psihiatrice netratate.
Potrivit unui studiu realizat de The Violence Project, 42% dintre toți atacatorii armați au suferit abuz fizic sau sexual, sinuciderea părinților sau au fost victime ale agresiunii. Ei au descoperit, de asemenea, că 72% dintre autori au fost sinucigași.
Într-un studiu asupra 171 atacatori armați care au atacat în Statele Unite între 1966 și 2019, cercetătorii Adam Lankford și Rebecca Cowan au descoperit că, deși marea majoritate a persoanelor cu boli mintale nu sunt violenți, „aproape toți atacatori armați pot avea probleme de sănătate mintală. ." Ei sugerează că frecvența problemelor de sănătate mintală în rândul autorilor este uneori subestimată, deoarece „mulți agresori nu au fost niciodată evaluați oficial de un psihiatru sau de un practician în sănătate mintală... iar alții evită în mod deliberat medicii, își ascund problemele de sănătate mintală sau mint despre simptomele lor. din cauza rușinii, stigmatizării sau fricii de alte consecințe.” Cu toate acestea, Lankford și Cowan subliniază, de asemenea, că boala mintală nu este singura cauză a atacurilor armate și mulți alți factori joacă un rol important în deciziile autorului de a ataca.
Criminologul James Allen Fox a spus că majoritatea ucigașilor în masă nu au antecedente penale sau încarcerare involuntară la un centru de sănătate mintală, deși un articol din The New York Times din decembrie 2015 despre cincisprezece atacuri armate recente a constatat că șase autori au avut înfruntări cu forțele de ordine și șase au avut probleme de sănătate mintală.

#### Motive
Atacurile armate pot fi motivate de extremism religios⁠(d), ideologii politice (de exemplu, neonazism, terorism, supremațism alb), rasism, orientare sexuală, misoginie, boli mintale și răzbunare împotriva bullying-ului, printre alte motive. Psihologul criminalist Stephen Ross citează mânia extremă și noțiunea de a lucra pentru o cauză – mai degrabă decât pentru o boală mintală – ca explicații primare. Un studiu realizat de cercetătorii Universității Vanderbilt⁠(d) a constatat că „mai puțin de cinci procente din cele 120.000 de crime legate de arme din Statele Unite între 2001 și 2010 au fost comise de persoane diagnosticate cu boli mintale.” John Roman⁠(d) de la Institutul Urban⁠(d) susține că, în timp ce un acces mai bun la îngrijirea sănătății mintale, restricționarea armelor de mare putere și crearea unei infrastructuri defensive pentru combaterea terorismului sunt constructive, ele nu abordează problema mai mare, care este „avem o mulțime de tineri foarte supărați în țara noastră și în lume."
Autorul Dave Cullen⁠(d), în cartea sa din 2009 Columbine⁠(d) despre masacrul de la liceul Columbine din 1999 și pe autorii săi Eric Harris și Dylan Klebold, l-a descris pe Harris drept un „colecționar de nedreptate”. colecționari, identificând câțiva ucigași notorii ca potriviți categoriei, inclusiv Christopher Dorner⁠(d), Elliot Rodger, Vester Flanagan⁠(d) și Andrew Kehoe⁠(d). De asemenea, expertul în atacuri armate și fostul profiler al FBI, Mary O'Toole, folosește, de asemenea, expresia „colecționar de nedreptate” pentru a caracteriza motivele unor autori de atacuri armate. În relație, criminologul James Alan Fox susține că ucigașii în masă sunt „activați de izolarea socială” și de obicei experimentează „ani de dezamăgire și eșec care produc un amestec de deznădejde profundă și resentimente adânc înrădăcinate”. Jillian Peterson⁠(d), un profesor asistent de criminologie la Universitatea Hamline⁠(d), care participă la construirea unei baze de date despre atacuri armate, a remarcat că două fenomene apar în mod repetat în statistici: lipsa de speranță și nevoia de notorietate în viață sau în moarte. Notorietatea a fost mai întâi sugerată ca posibil motiv și cercetată de Justin Nutt. Nutt a declarat într-un articol din 2013, „cei cărora se simt fără nume și ca și cum nimănui nu le va păsa sau nu-i va aminti de ei atunci când sunt plecați ar putea simți că fac ceva, cum ar fi un atac armat la o instituție educațională, se vor asigura că sunt amintiți și enumerați în cărțile de istorie.
Într-un articol de opinie din 2019 pentru Los Angeles Times, Jillian Peterson și James Densley⁠(d) de la think tank The Violence Project au prezentat un cadru nou, plin de speranță, pentru a înțelege atacurile armate. Pe baza unui studiu finanțat de Institutul Național de Justiție⁠(d), Peterson și Densley au descoperit că autorii atacurilor au patru lucruri în comun: 
• Traumă timpurie a copilăriei și expunerea la violență la o vârstă fragedă
• O nemulțumire sau un punct de criză identificabil
• Validarea pentru sistemul lor de credințe, au studiat atacurile anterioare pentru a găsi inspirație
• Mijloacele de a efectua un atac
Acest nou cadru evidențiază complexitatea căii către un atac armat, inclusiv modul în care fiecare poate fi „contagios din punct de vedere social”, dar oferă și un plan pentru a preveni următorul atac armat. Fiecare dintre cele patru teme reprezintă o oportunitate de intervenție. Prin atenuarea contagiunii⁠(d) (validare), instruirea în intervenția în situații de criză de-escaladare (criză) și creșterea accesului la servicii de sănătate mintală la prețuri accesibile (traumă), un atac armat poate fi evitat.
Luând în considerare frecvența atacurilor armate din Statele Unite, criminologul Peter Squires spune că cultura individualistă din Statele Unite expune țara la un risc mai mare de atacuri armate decât alte țări, menționând că multe alte țări în care deținerea de arme este mare, cum ar fi Norvegia, Finlanda, Elveția și Israel tind să aibă societăți mai strânse, în care o legătură socială puternică îi sprijină pe oameni în crize, iar crimele în masă sunt mai puține. El este un susținător al controlului armelor, dar susține că atacurile armate sunt mai mult decât prevalența armelor. Academicianul marxist italian Franco Berardi⁠(d) susține că hiperindividualismul, alienarea socială⁠(d) și competitivitatea stimulate de ideologia neoliberală și capitalismul creează atacatori, determinând oamenii să „funcționeze defectuos”.

#### Științe sociale și structura familiei
O legătură demnă de remarcat a fost raportată în Statele Unire între atacurile armate și violența domestică sau în familie, cu un partener intim actual sau fost ucis în 76 din 133 de cazuri (57%) și un atacator care a fost acuzat anterior de violență domestică în 21.

## Reacția publicului

#### Media
Unii oameni s-au gândit dacă atenția mass-media care se învârte în jurul autorilor atacurilor armate este un factor ce declanșează noi incidente. Ca răspuns la aceasta, unii din forțele de ordine au decis să nu numească autorii atacurilor armate în evenimente legate de media, pentru a evita să le dea notorietate.
Au fost studiate efectele mesajelor utilizate în acoperirea atacurilor armate. Cercetătorii au studiat rolul pe care îl joacă acoperirea în modelarea atitudinilor față de persoanele cu boli mintale grave și sprijinul public pentru politicile de control al armelor⁠(d).
În 2015, a fost publicată o lucrare scrisă de un fizician și statistician, Sherry Towers⁠(d), împreună cu patru colegi, care a demonstrat că există într-adevăr contagiune prin atacurile armate folosind modelarea matematică. Cu toate acestea, în 2017, Towers a declarat într-un interviu că preferă autoreglementarea⁠(d) decât cenzura pentru a aborda această problemă, la fel ca cu ani în urmă, principalele instituții de știri previn cu succes "sinuciderea imitatoare⁠(d)".
În 2016, Asociația Americană de Psihologie⁠(d) a publicat un comunicat de presă, susținând că contagiunea cu atacuri armate există și că mass-media de știri și pasionații de rețele sociale ar trebui să ascundă numele și fețele autorilor atunci când se raportează un atac armat pentru a nega faima pe care autorii doresc să reducă contagiunea.
Unele mass-media de știri au intervenit asupra dezbaterii privind controlul armelor. După atacul terorist din San Bernardino din 2015, titlul de prima pagină al New York Daily News „Dumnezeu nu rezolvă asta” a fost însoțit de „imagini cu tweet-uri de la cei mai importanți republicani care și-au împărtășit „gândurile” și „rugăciunile”⁠(d) pentru victimele atacului. După crimele din Isla Vista din 2014⁠(d), site-ul de știri satirice The Onion⁠(d) a republicat în mod repetat povestea „No Way to Prevent This”, Says Only Nation Where This Regularly Happens⁠(d) cu modificări minore după atacuri armate majore, pentru a satiriza motivul popular că există o lipsă de putere politică în Statele Unite pentru a preveni atacurile armate.

#### Reforma legii armelor
Citește și articolul Legea armelor în diferite națiuni⁠(d)
Răspunsurile asupra atacurilor armate iau o varietate de forme, în funcție de țară și de climatul politic.

#### Australia
După masacrul de la Port Arthur⁠(d) din 1996, Australia și-a schimbat legile privind armele⁠(d).

#### Noua Zeelandă
În urma atacurilor teroriste din Christchurch, Noua Zeelandă a anunțat interzicerea aproape a tuturor armelor semiautomate de tip militar.

#### Regatul Unit
Ca rezultat al masacrului Hungerford⁠(d) din Hungerford, Anglia, și al masacrului școlii Dunblane⁠(d) din Stirling, Scoția, Regatul Unit a adoptat legi dure privind armele și un program de răscumpărare pentru a elimina anumite clase de arme de foc din proprietatea privată. Acestea au inclus Legea privind modificarea armelor de foc din 1988, care limita puștile; și Actele de modificare a armelor de foc din 1997, care au restricționat sau au făcut ilegale multe arme de mână. Au existat două atacuri armate de când legile au fost restricționate: Atacul armat din Cumbria din 2010, care a ucis 13 persoane, inclusiv autorul; și atacul armat de la Plymouth⁠(d) din 2021, care a ucis șase persoane, inclusiv autorul.

#### Statele Unite
Citește și articolele Atacuri armate în Statele Unite⁠(d), Listă de atacuri armate în Statele Unite⁠(d) și Politica armelor în Statele Unite⁠(d)
În Statele Unite, sprijinul pentru reforma legii armelor variază considerabil în funcție de partid politic⁠(d), democrații fiind în general mai susținând și republicanii în general mai opuși. Unii din SUA cred că înăsprirea legilor privind armele ar preveni viitoarele atacuri armate. Unii politicieni din SUA au introdus legislație pentru reformarea sistemului de verificare a antecedentelor pentru achiziționarea unei arme. Marea majoritate a americanilor susțin verificări mai stricte ale antecedentelor. „Conform unui sondaj realizat de Universitatea Quinnipiac din Connecticut, 93% dintre alegătorii înregistrați au spus că vor sprijini verificarea universală a antecedentelor pentru toți cumpărătorii de arme.”
Alții susțin că atacurile armate nu ar trebui să fie punctul central al dezbaterii privind reforma legii armelor, deoarece aceste împușcături reprezintă mai puțin de 1% din rata omuciderilor din SUA și cred că aceste împușcături sunt greu de oprit. Ei susțin adesea că civilii cu arme ascunse vor putea opri atacurile armate.
Potrivit criminologului britanic Peter Squires, care a studiat violența cu arme în diferite țări, atacurile armate se pot datora mai mult „culturii individualiste” din SUA decât legilor sale privind armele de foc.
Președintele american Barack Obama a abordat în mod repetat atacurile armate în timpul președinției sale de opt ani, solicitând mai multe legi privind siguranța armelor în Statele Unite. După atacul armat din Charleston⁠(d) și după atacul armat din liceul Stoneman Douglas, el și-a reînnoit apelul pentru reformarea legilor privind siguranța armelor și a spus că frecvența atacurilor armate din Statele Unite „nu are nicio paralelă în lume”. După atacul armat la liceul Stoneman Douglas, studenții, profesorii și părinții supraviețuitori au devenit lideri în efortul de a interzice vânzările de arme de asalt și accesul ușor la arme.